# 明朝藩王列表 (福王系)
本頁面列出明朝自明神宗分封的福國藩王。

## 福國
| 萬曆二十九年（1601年）封，四十二年（1614年）就藩河南府。 |          |                |               | |
| 稱號                                                     | 國君姓名 | 關係           | 在位年數      | 註記 |
| 福忠王                                                   | 朱常洵   | 朱翊鈞、庶三子 | 1601年—1641年 | 萬曆二十九年封。四十二年就藩河南府。崇禎十四年正月，闖賊陷洛陽，遇害。後以子朱由崧嗣大統，追尊慕天敷道貞純肅哲修文顯武聖敬仁毅孝皇帝，廟號恭宗。         |
| 福王                                                     | 朱由     | 朱常洵、庶一子 | 1643年—1644年 | 萬曆四十五年封德昌王。崇禎十六年襲封。十七年，闖賊陷京師，五月自立於南京，年號弘光。弘光元年五月，清軍渡江，攻破南京，王逃到安徽蕪湖被俘，押赴北京處死。 |

### 德昌國
| 萬曆四十五年（1617年）封。 |          |                |                |                                                      |
| 稱號                       | 國君姓名 | 關係           | 在位年數       | 註記                                                 |
| 德昌王                     | 朱由     | 朱常洵、庶一子 | 1617年－1643年 | 萬曆四十五年封德昌王。崇禎十六年晉福封。郡爵例不襲。 |

### 潁上國
| 萬曆中封。 |          |                |                | |
| 稱號       | 國君姓名 | 關係           | 在位年數       | 註記 |
| 潁上沖王   | 朱由榘   | 朱常洵、庶二子 | 1617年－1618年 | 原封潁上王，万历四十六年五月初一日巳时去世，年十岁，葬邙山之原，國除。弘光元年（1645年），其兄朱由崧追封为颍王，谥号冲。《南明史》误作為崇祯十四年（1641年）李自成攻陷洛阳时，与其父一同被杀。 |

1. ↑  大明福王第二子朱由榘圹志：「……第二子由榘之灵，享天寿十岁，生于万历三十七年，景命己酉相，六月二十六日卯时降生，于万历四十六年五月初一日巳时归天……」。